# Waffenplatz

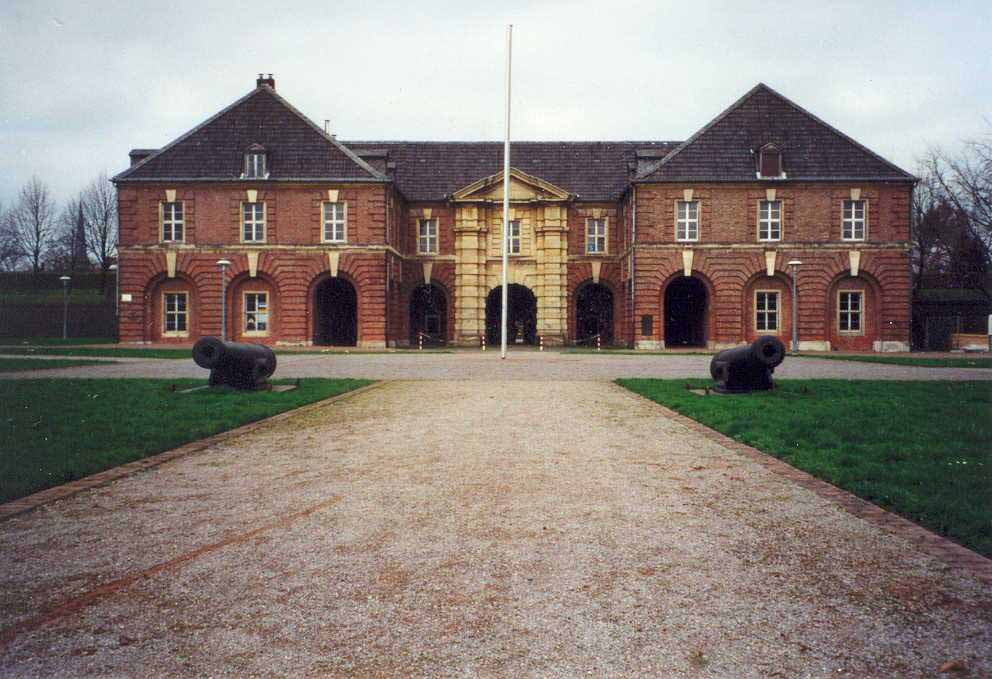
Das Haupttor der Zitadelle Wesel vom zentralen Waffenplatz aus gesehen

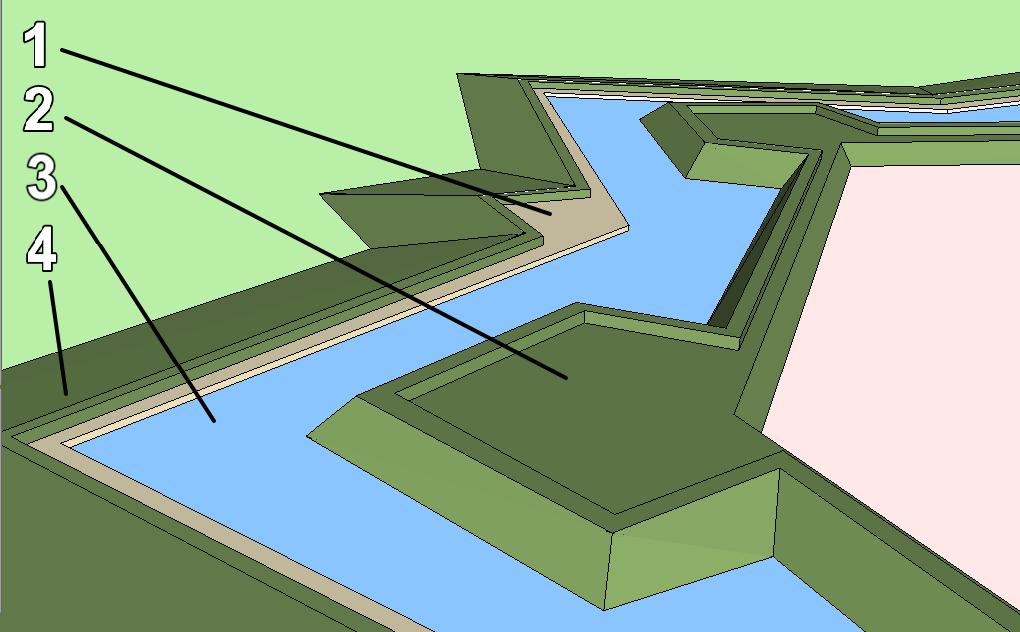
Der Waffenplatz im Festungsbau: (1) Waffenplatz im einspringenden Winkel (2) Bastion (3) Graben (4) Gedeckter Weg zwischen Graben und Glacis

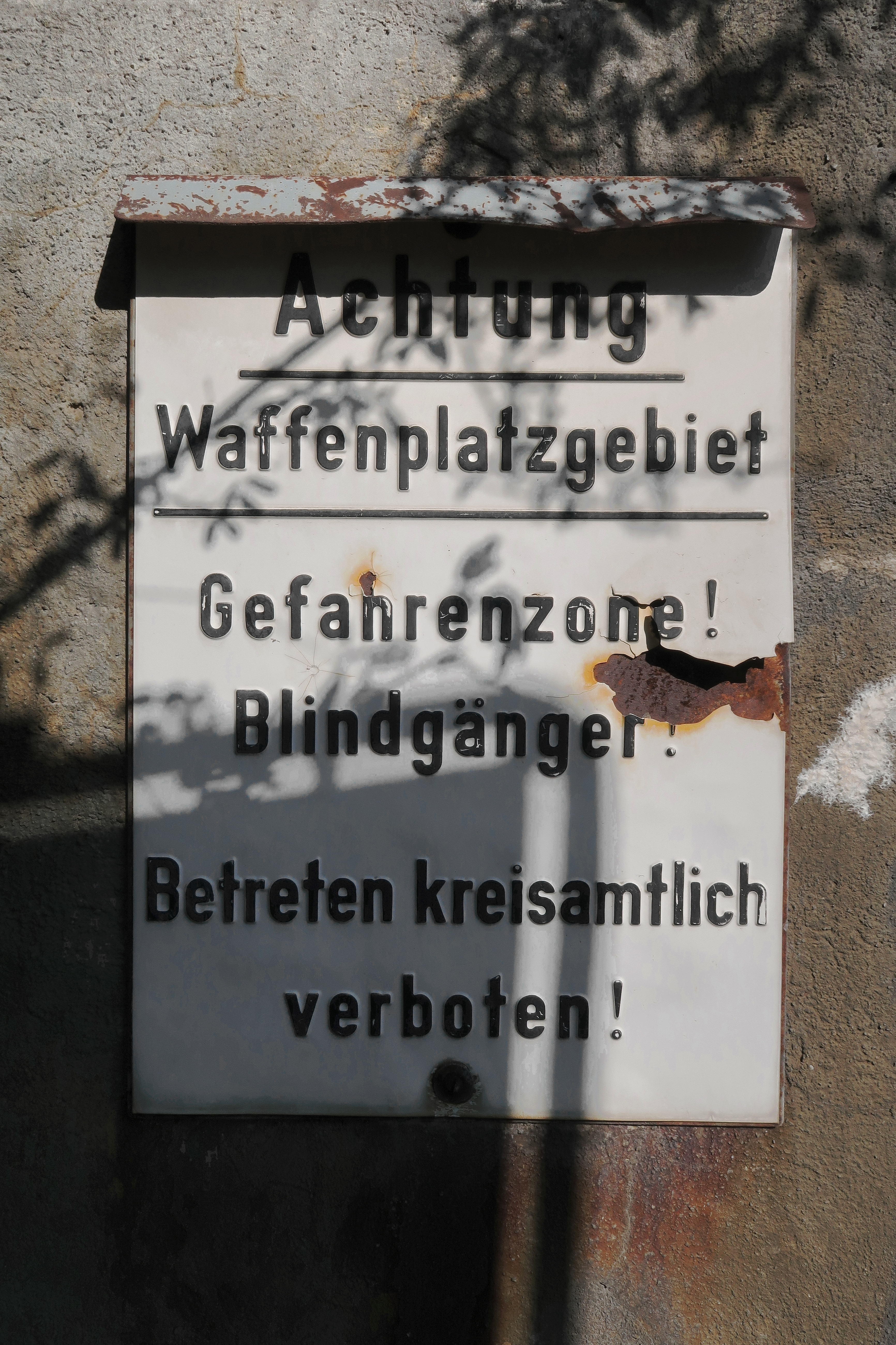

Als Waffenplatz wird der unbebaute Platz in der Mitte einer Festung oder Zitadelle bezeichnet. Bei einer Belagerung konnten auf diesem Platz große Truppenkontingente für einen Gegenangriff gesammelt werden.

## Gestaltung
Als Waffenplätze werden im Festungsbau Erweiterungen des gedeckten Weges bezeichnet, die in erster Linie als Sammelplätze für Truppen dienten. Sie befanden sich vor allem an den hinein- und herausspringenden Winkeln des Gedeckten Weges. Die Waffenplätze sollten eine konzentrierte infanteristische Nahverteidigung ermöglichen und dienten zugleich als Ausgangspunkte für Ausfälle. Sie kamen erstmals nach Plänen von Pietro Cataneo in der neuitalienischen Manier des Festungsbaus zur Anwendung. Daniel Specklin steigerte ihren Nutzen durch die Aufstellung von Geschützen. Seit Mitte des 17. Jahrhunderts wurde häufig ein Blockhaus in der Kehle des Waffenplatzes errichtet, um bei Sturmangriffen als fester Rückhalt zu dienen.

## Schweiz
Der Ausdruck Waffenplatz bezeichnet bei der Schweizer Armee einen militärischen Komplex oder eine Garnison, bestehend aus Kasernen, Anlagen, Einrichtungen und Gelände. Ein Waffenplatz dient der Ausbildung, Unterkunft, Verpflegung und Freizeit der Truppe. Die Waffenplätze werden vorrangig von Rekruten- und Kaderschulen/-lehrgängen, aber auch von WK-Truppen und von anderen militärischen Kursen benutzt bzw. belegt und erfüllen so den Zweck eines Truppenübungsplatzes.
Es gibt eidgenössische und kantonale Waffenplätze; 1993 versuchte eine Initiative erfolglos (Nein: 55,3 % und 16 Stände), ihre Zahl auf 40 zu begrenzen. Es werden nur 39 Waffenplätze betrieben.